# Arthur Agstner
Arthur Agstner (* 14. September 1922 in Bozen; † 5. Februar 1991 in Wien) war ein österreichischer Diplomat.

## Leben
Arthur Agstner war der Sohn von Creszenz Jager und Franz Agstner. Er heiratete Irmtraut Baden und studierte Rechtswissenschaft an der Universität Innsbruck und wurde 1947 wissenschaftlicher Mitarbeiter am Lehrstuhl für Rechtswissenschaft in Innsbruck, wo er zum Doktor der Rechte promoviert wurde.
1951 war er Gesandter in Den Haag, wo sein Sohn Rudolf Agstner geboren wurde. Von 1965 bis 1968 leitet Agstner die Personalabteilung des Außenministeriums und von 1968 bis 1972 war er Botschafter in Tel Aviv.
Von 1972 bis 1975 war Agstner Botschafter in Sofia, von 1982 bis 1987 war er Botschafter in Budapest.
Er wurde am Gersthofer Friedhof bestattet.

## Auszeichnungen
- 1988: Großes Goldenes Ehrenzeichen für Verdienste um die Republik Österreich[2][3]